# Берег Принцеси Астрід
Берег Принцеси Астрід (англ. Princess Astrid Coast) — частина узбережжя Землі Королеви Мод в Східній Антарктиді, що лежить між 5° і 20° східної довготи. На заході межує з Берегом Принцеси Марти на сході з Берегом Принцеси Рагнгільд. 
Майже на всьому протязі узбережжя льодовиковий схил переходить в шельфові льодовики, які на північній кромці утворюють стрімкі берегові обриви. У центральній частині берега розташована оаза Ширмахера, де з 1961 року функціонує радянська, потім російська полярна станція Новолазарєвська. Раніше, в 1959-1961 роках, в цьому районі діяла радянська станція Лазарєв.
Берег Принцеси Астрід був відкритий в 1931 році норвезькими китобоями і в 1932 році названий на честь норвезької принцеси Астрід.
Узбережжя омивається морем Лазарєва та морем Рісер-Ларсена. Згідно з норвезькою точкою зору, море Короля Гокона VII омиває все узбережжя землі королеви Мод.